# Nuhaka
Nuhaka est une petite localité nichée au pied de la colline Rahuimokairoa qui culmine à 403 mètres d'altitude, dans la péninsule de Māhia dans la région de Hawke's Bay de l'île du Nord de la Nouvelle-Zélande.

## Situation
Elle siège sur le trajet de la State Highway 2 (en) entre les villes de Wairoa et de Gisborne.

## Histoire
Nuhaka est un centre tribal du peuple Ngāti Rakaipaaka (en), une sous-tribu Māori des Ngāti Kahungunu. 
Il y a 8 maraes différents servant au niveau de la ville de Nuhaka et ses communautés aux alentours, comprenant le maître sculpteur au niveau du  «marae de Kahungunu», un mémorial de la guerre sculpté sous le contrôle de Pine Taiapa (en).

## Activités économiques
La ville de Nuhaka a un magasin général, une poissonnerie et un magasin de vente de friture, un garage local et une fabrique de «paua»  (bénitiers). 
Elle a aussi une  maison de rencontre  d’importance de la Église de Jésus-Christ des saints des derniers jours ou mormons.
Depuis 2005, le  marae Kahungunu dans la ville de Nuhaka abrite des évènements tels qu’une partie du fertival du film de Wairoa (en). 
Historiquement, le  marae Kahungunu est mis en évidence dans le film de 1950, nommé: Broken Barrier (en) dirigé par John O’Shea (en).